# Xenimpia lactesignata
Xenimpia lactesignata är en fjärilsart som beskrevs av W. Warren 1914. Xenimpia lactesignata ingår i släktet Xenimpia och familjen mätare. Inga underarter finns listade i Catalogue of Life.